# Atys semistriata
Atys semistriata är en snäckart. Atys semistriata ingår i släktet Atys och familjen Haminoeidae. Inga underarter finns listade i Catalogue of Life.

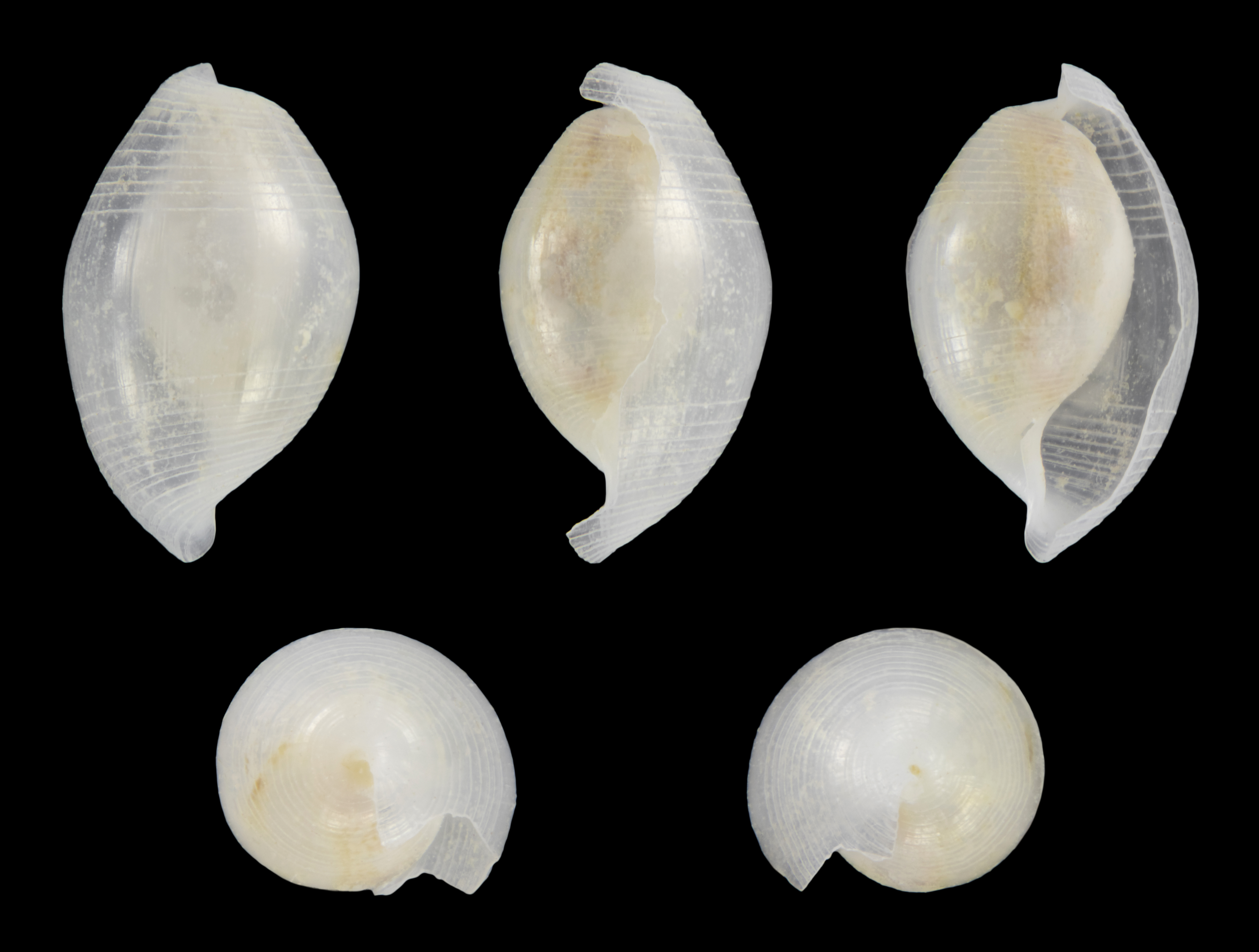